# Modigliani Forum
Il Modigliani Forum, noto in passato come PalaLivorno e come PalaAlgida, è una struttura polifunzionale, realizzata per iniziativa dell'amministrazione comunale di Livorno. Si trova in via Veterani dello sport, 8 in località Porta a Terra, alla periferia est della città.
La struttura è facilmente raggiungibile sia dalla Variante Aurelia (uscita Livorno Porta a Terra), sia dalla stazione ferroviaria di Livorno Centrale tramite il sottopassaggio pedonale che dista 300 metri dal palasport.

## Storia
I lavori sono iniziati nel 1988 con il progetto dell'ingegnere Legnani, a cui è subentrato A. Valenti. Dopo una lunga sospensione dei lavori dovuta a varie vicissitudini, il complesso venne finalmente inaugurato il 14 marzo 2004 in occasione della partita Mabo Livorno vs. Skipper Bologna, gara che permise a Basket Livorno di rilanciarsi, arrivando poi a conquistare, proprio tra le mura amiche, la salvezza nel campionato di Lega A (stagione 2003/2004). Fino a quella data le gare venivano giocate nel vecchio PalaMacchia.
Il 18 aprile 2013, a seguito del risultato di un sondaggio pubblico lanciato dal quotidiano locale Il Tirreno, l'impianto ha assunto la denominazione di Modigliani Forum, in omaggio al pittore livornese Amedeo Modigliani.
Analogamente, anche dieci anni prima, mentre era in fase di costruzione, per la scelta del colore della grande cupola di copertura venne eseguito un sondaggio pubblico.

## Descrizione

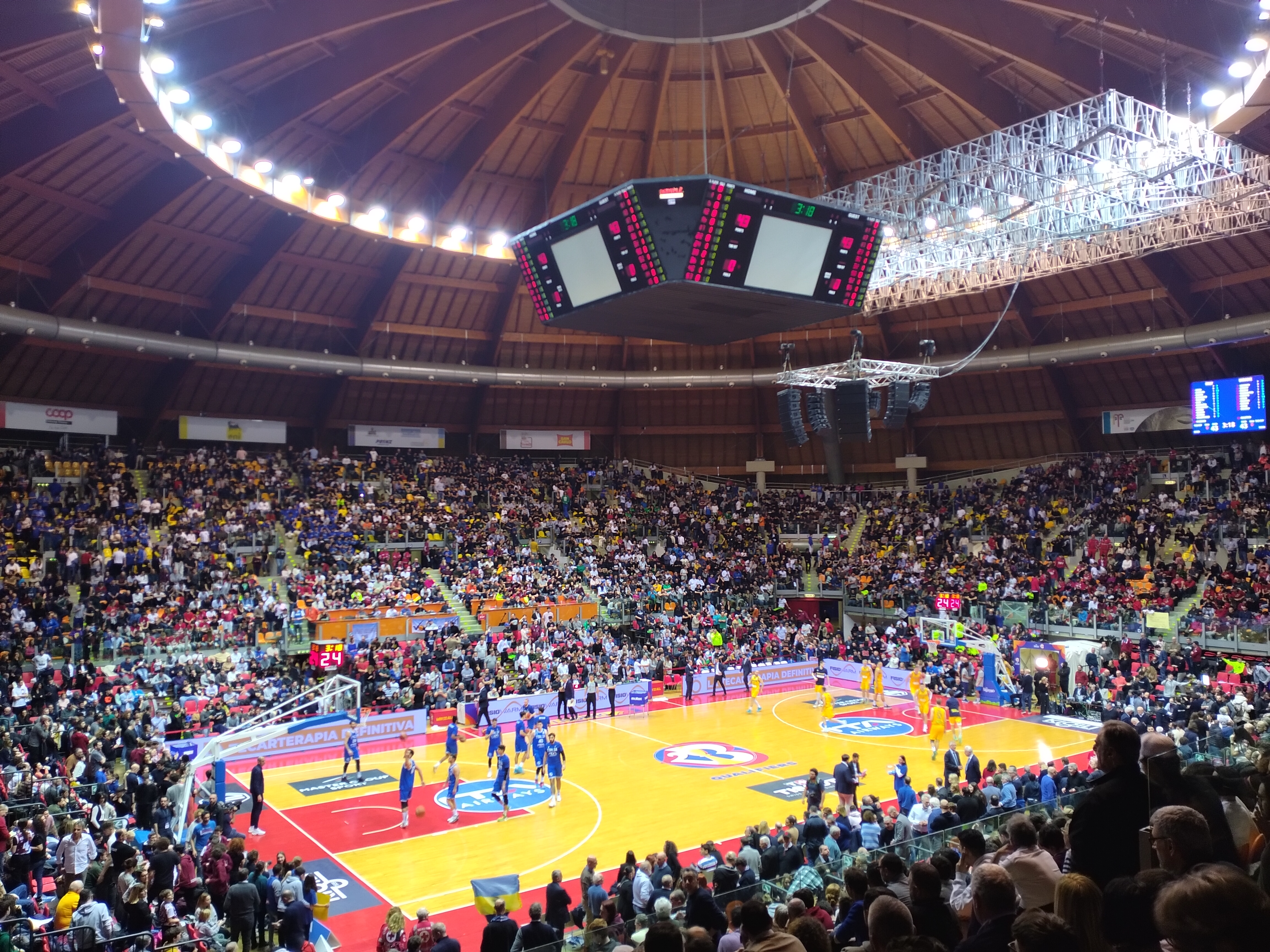
L'interno del Modigliani Forum con la grande cupola in legno lamellare

L'elemento architettonico che caratterizza il palazzetto dello sport è la copertura in legno strutturale, che risulta essere la più grande d'Europa, realizzata mediante una struttura a cupola tridimensionale in legno lamellare: 109 metri di diametro, superficie coperta di 12200 m² circa, altezza massima di 33 metri.
Il Modigliani Forum, con una superficie coperta di circa 10000 m² e l'arena di circa 2000 m², ha una capienza di 8033 posti di tribuna (di cui 1305 in tribune telescopiche ed i restanti distribuiti su tre anelli distinti) che può essere elevata ad oltre 9000 allestendo il parterre con poltroncine; è il più capiente palasport della Toscana.
A ridosso della struttura è situato il parcheggio per 1.300 posti auto e 380 posti moto che rende agevole l'accesso al palasport per chi lo raggiunge in automobile utilizzando l'uscita Livorno Porta a Terra della Variante Aurelia. 
Oltre all'arena sono presenti: otto spogliatoi per atleti ed arbitri, la Sala "Pietro Mascagni" (320 m²), la sala stampa "Amedeo Modigliani" (170 m²), la Sala "Giovanni Fattori" (60 m²), tre locali ad uso ufficio, tre magazzini interni e locali tecnici e tecnologici, un magazzino esterno di 400 m², due punti ristoro, due locali per Polizia e vigili del fuoco, il centro medico per atleti e di pronto soccorso per il pubblico, ampi spazi espositivi e di sosta.

## Gestioni
Dal 2004 al febbraio 2011 l'impianto venne gestito dalla società Forumnet S.p.A. di Milano che vanta fra le proprie attività la gestione del Mediolanum Forum di Assago (Milano), il Palazzo del Ghiaccio di Milano, il PalaLottomatica di Roma e l'Allianz Teatro di Assago.
Dal febbraio 2011 tornò nella disponibilità del Comune di Livorno che prevalentemente lo utilizzò per ospitare concerti e mostre, visto che il basket cittadino di grande livello (per il quale era stato realizzato) conobbe una profonda crisi relegando la principale società labronica a disputare i campionati minori.
Nel 2013 infine, nell'ottica di un rilancio complessivo della struttura fu siglato l'accordo tra Comune di Livorno e nuovi gestori, PalaLivorno scrl, con capofila PRG srl; il progetto ebbe come sostenitori ufficiali tra l'altro Mukki e Unicoop.
Tale accordo fece sì che negli anni successivi si intensificassero gli spettacoli, i concerti ed anche i grandi eventi di sport indoor a carattere nazionale ed internazionale che tuttora vengono ospitati nella struttura.